# نقطه بهار

نقطه بهار دستگاه مختصات دائرةالبروجی صفر درجه (۰°, ۰°) را تعریف می‌کند. این در استوای آسمانی این نمودار در خط استوای آسمانی در دو سمت چپ و راست نهایی نمودار آسمان قرار دارد، و مسیر خورشیدی دائرةالبروج (موج سینوسی نقطه‌چین نارنجی) از آن عبور می‌کند.

نقطه بهار یا نخستین نقطه از برج حمل (انگلیسی: First Point of Aries)، یا (Cusp of Aries)، محل اعتدال بهاری است، که به عنوان یک نقطه مرجع در دستگاه مختصات سماوی از آن استفاده می‌شود. در نمودارهایی که از چنین سیستم مختصاتی استفاده می‌کنند، اغلب با علامت ♈︎ نشان داده می‌شود؛ این برگرفته از صورت فلکی حمل، یکی از دو نقطهٔ کره آسمان است که در آن خط استوای آسمانی از دائرةالبروج عبور می‌کند، نقطهٔ دیگر اولین نقطهٔ میزان (نقطه پائیز) است که دقیقاً ۱۸۰ درجه از آن فاصله دارد. به دلیل امتیاز اعتدال‌ها، از آنجا که این موقعیت در ابتدا در دوران باستان نامگذاری شده بود، اکنون وضعیت خورشید در ااعتدال بهاری مارس در صورت فلکی ماهی است، در حالی که وضعیت اعتدال پائیزی در سپتامبر در صورت فلکی دوشیزه است (از مبدأ J2000).
در طول مسیر سالانه خود از طریق منطقةالبروج (زودیاک)، خورشید از جنوب به شمال در نقطه اول برج حمل و از شمال به جنوب در نقطه اول میزان با استوای آسمانی دیدار می‌کند. نقطه بهار یا اولین نقطه برج حمل به عنوان «نصف النهار اصلی» آسمانی در نظر گرفته می‌شود که از آن بُعد صحیح محاسبه می‌شود.